# Portada/efemèride juny 8
Giovanni Cassini
« 7 de juny · 8 de juny · 9 de juny »